# Второй мост Тунлин
Второй мост Тунлин (кит. 铜陵长江公铁大桥) — комбинированный мостовой переход, пересекающий реку Янцзы, расположенный на территории городских округов Уху и Тунлин; длиннейший по параметру основного пролёта вантовый автомобильно-железнодорожный мост в мире; 18-й по длине основного пролёта вантовый мост в мире (12-й в Китае). Является частью скоростной автодороги S32 Сюаньчэн — Тунлин (Xuantong Expressway), скоростных железных дорог Хэфэй — Фучжоу и Нанкин — Уху.

## Характеристика
Мост соединяет северный и южный берега реки Янцзы соответственно уезд Увэй городского округа Уху с уездом Тунлин городского округа Тунлин.
Длина мостового перехода — 16 719 м, в том числе мост 1 290 м. Мостовой переход представлен секцией двухъярусного двухпилонного вантового моста над рекой Янцзы с длиной основного пролёта 630 м, на севере с секцией балочной конструкции, мост над руслом сменяется двумя мостовыми подходами (эстакадами) с обеих сторон. Верхний ярус вантового моста автомобильный, нижний — железнодорожный; мостовые подходы представлены парой эстакад для различного транспорта. Пролётные строения нижнего яруса вантового моста над рекой изготовлены в виде решётчатых конструкций: ферм. Дополнительные пролёты моста два по 240 м и два по 90 м. Высота основных башенных опор — 212 м. Башенные опоры имеют форму перевёрнутой буквы Y.
Имеет 4 ж/д линии (по две в обе стороны и различных линий) на нижнем ярусе для движения поездов со скоростью 200 км/час (на линии Хэфэй — Фучжоу) и 160 км/час (на линии Нанкин — Уху); 6 полос движения (по три в обе стороны) на верхнем ярусе с допустимой скоростью движения автотранспорта 100 км/час.
Является вторым мостом через реку Янцзы на территории городского округа Тунлин; первым был автомобильный мост Тунлин между городами Аньцин и Тунлин, открытый в 1995 году. А также он второй мост через реку Янцзы на территории городского округа Уху; первым был автомобильно-железнодорожный мост Уху, открытый в 2000 году. Строительство моста обошлось в 3,7 млрд. юаней.